# De ayer a hoy
De ayer a hoy è una raccolta di dodici pezzi, interpretati in spagnolo, dal solo Miguel, alcuni dei quali in versioni alternative, remixate o dal vivo, pubblicata dalla WEA nel 2006. La collection viene distribuita a un anno dall'uscita del nuovo album di duetti, "Papito", con un scopo ben preciso, e cioè per evitare il rischio che il pubblico europeo di madrelingua diversa dallo spagnolo potesse trovarsi spaesato e impreparato davanti a canzoni soltanto parzialmente conosciute. Nonostante il titolo (che tradotto significa: "da ieri a oggi"), la collection, che non gode comunque di moltissima pubblicità, né di una distribuzione capillare, non si spinge molto indietro nel tempo, indugiando invece sulla fase mediana e relativamente più recente del cantante, pescando da album quali, a titolo di esempio, "Salamandra", Bandido", la versione spagnola di "Labirinto", "Sotto il segno di Caino". La raccolta contiene, tra le altre, otto delle tracce poi reinterpretate in duetto su "Papito", e cioè: Nena, Sevilla, Este mundo va, Nada particular, Bambú, Los chicos de lloran, Morenamía e Amante bandido.
Completano la lista delle tracce, altri quattro pezzi: Muro, Hey Max (dall'opera interattiva "Velvetina"), Partisano e Solo pienso en ti.

## Tracce
1. Nena 4:16 (Aldrighetti,Bosé) ("Salamandra", album spagnolo, 1986 - versione album italiano: Heaven, da "Salamandra")
2. Sevilla 5:04 (Aldrighetti, Avogadro, Bosé, Cossu) ("Bandido", album spagnolo, 1984) - versione album italiano: Siviglia, da "Bandido")
3. Este mundo va 4:27 (Bosé, Ferrario, Grilli) ("Laberinto", album spagnolo, 1995 - versione italiana: Questo mondo va, da "Best of Miguel Bosé", 1999)
4. Nada particular 6:03 (Bosé, Clarke-Toulson, Cullum, McLelland, Ross) ("Bajo el signo de Caín", album spagnolo, 1993 - versione album italiano: I cieli dell'est, da "Sotto il segno di Caino", 1994)
5. Muro 4:26 (Carlos Varela Cerezo)
6. Bambú 4:55 (Bosé, Ferrario, Grilli) ("Los chicos no lloran", 1990)
7. Los chicos no lloran 3:43 (Bosé, Ferrario, Grilli) ("Los chicos no lloran", 1990)
8. Hey Max (Bosé, Cortés) 4:40 ("Velvetina", 2004/2005)
9. Solo pienso en ti 3:26 (Rodrigo García Blanca)
10. Morenamía 4:53 (Bosé, Ferrario, Grilli) (singolo e versione italiana singolo, 2002)
11. Partisano 4:18 (Bosé, Giagni) ("Salamandra", album spagnolo, 1986 - versione album italiano: Catch the season, da "Salamandra")
12. Amante bandido 4:19 (Aldrighetti, Avogadro, Bosé, Cossu, Ameli) ("Bandido", album spagnolo, 1984 - versione album italiano: Indio, da "Bandido")

## Formazione/Musicisti/Staff/Produzione
- Miguel Bosé: voce
- musicisti, collaboratori e produttori sono gli stessi dei relativi album italiani (cfr.)